# Église Saint-Eulalie de Préguillac
L'église paroissiale Sainte-Eulalie, à Préguillac se dresse en la ville éponyme. Elle date, dans ses parties les plus anciennes, du XVe siècle. Le bâtiment est classé monument historique depuis 1978.

## Historique
L’église Sainte-Eulalie est une église romane du XIIe siècle, bâtie en plein Moyen Âge, période probable de l’édification du village. Cette église se trouvait autrefois sur la voie romaine reliant les villes de Pons et de Saintes.
Son nom prend son origine dans l’histoire de sainte Eulalie, vierge et martyre originaire d’Espagne qui fut persécutée par l’Empire romain à la fin du IIIe siècle après Jésus-Christ. Son martyre est raconté dans Le Chant d'Eulalie, composée de 29 versets.

## Description
De la construction du XIIe siècle ne reste que la nef, abside et le clocher haussé sur le chœur, le reste fut plusieurs fois remanié. Bâtie sur un plan simple avec une nef unique épaulée par des contreforts, elle se continué par une travée de chœur rectangulaire et une abside carrée. La travée du chœur est limitée par quatre piliers carrés auxquels s'adossent des demi-colonnes à chapiteaux nus. Le clocher est décoré deux fenêtres géminées sur chacune de ses faces. Les quatre angles sont garnis de fortes colonnes à chapiteaux. L'abside a été surhaussée. La nef, longue de trois travées est voûtée en berceau, elle a été rabaissée. Le portail, lui date du XIXe siècle.
De plus, une crypte ossuaire est présente sous l’autel de l’église. Des sépultures antiques ont été mises au jour aux environs de l’édifice et certaines d’entre elles, dit-on, ont été retrouvées en position debout,.

## Galerie

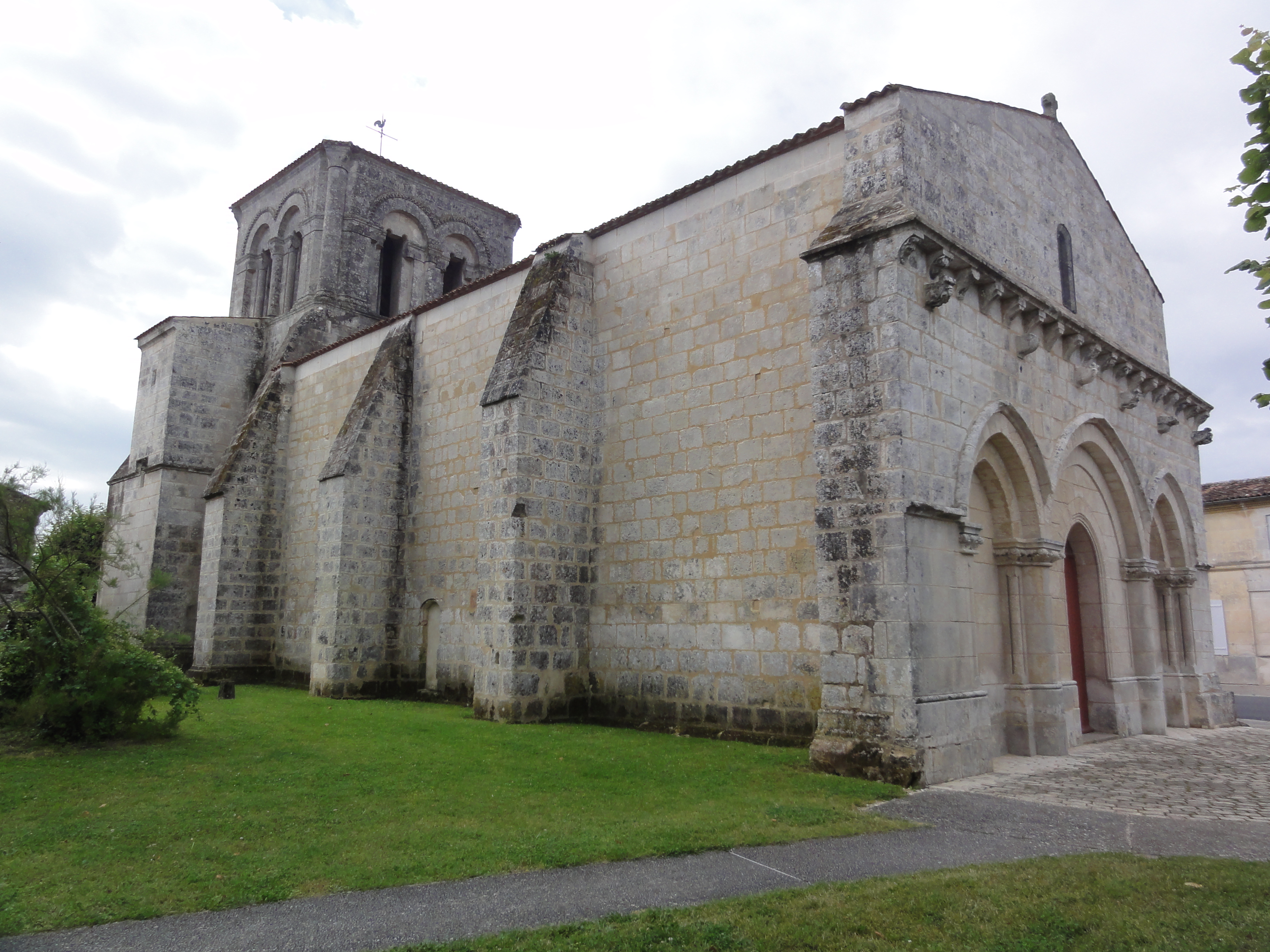
Façade nord
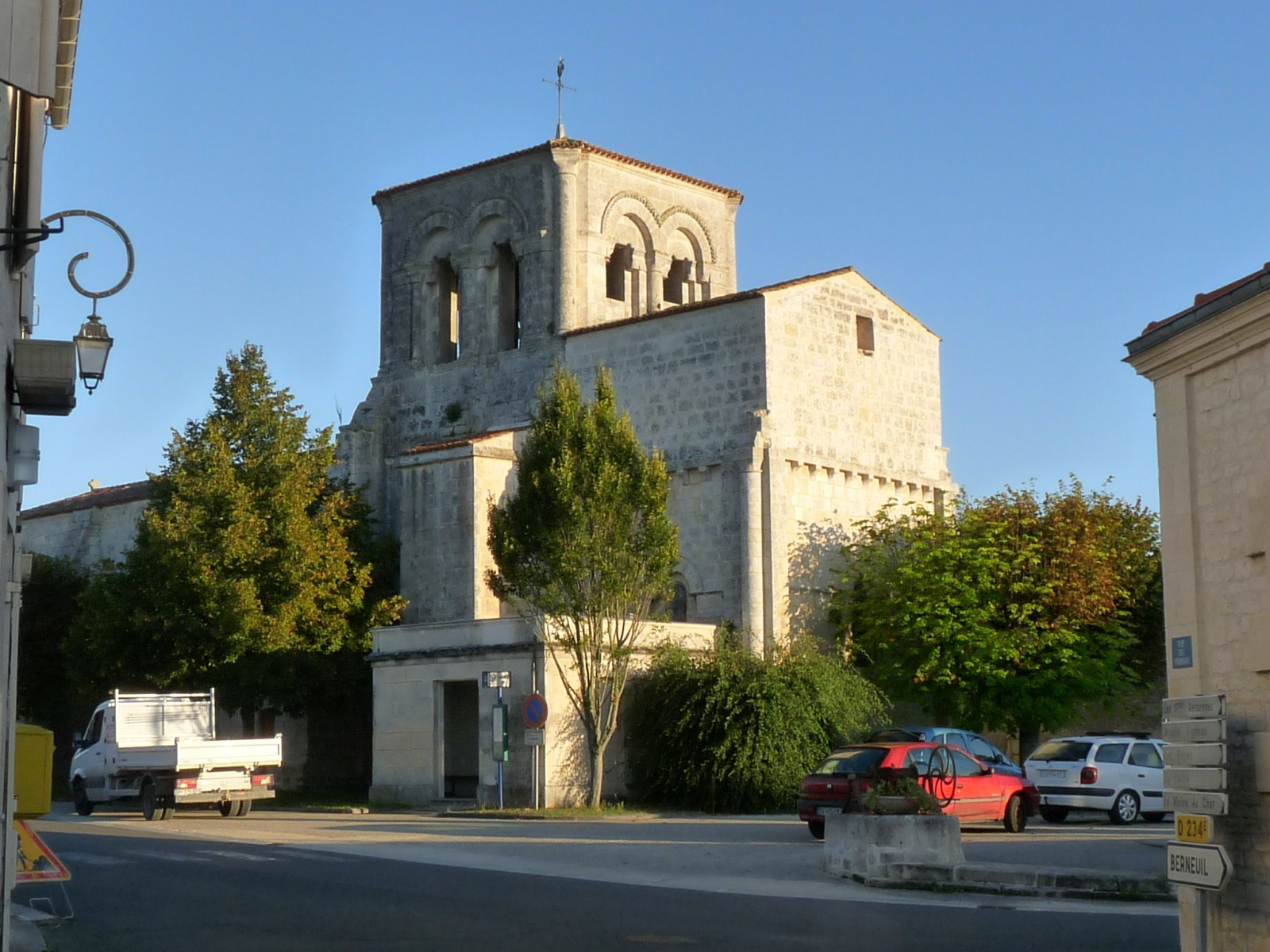
et sud.